# ۴۲۱ (قمری)
۴۲۱ (قمری)، چهارصد و بیست و یکمین سال در گاهشماری هجری قمری است. اول محرم این سال برابر با پانزدهم ژانویه سال ۱۰۳۰ میلادی است.

## درگذشتگان
- ۱۷ ربیع‌الثانی - سلطان محمود غزنوی از فرمانروایان حکومت غزنویان